# Status epilepticus
Als Status epilepticus (in der Neurologie oft kurz Status genannt) werden ein außergewöhnlich lange andauernder epileptischer Anfall oder eine Serie von Anfällen bezeichnet, wenn das Intervall zwischen den einzelnen Anfällen so kurz ist, dass der Ausgangszustand bei der Bewusstseinslage und anderen Körperfunktionen nicht mehr erreicht wird.
Ein Status epilepticus kann grundsätzlich bei allen Arten von epileptischen Anfällen auftreten. Je nach Art der Anfälle und Dauer des Status kann dieser zu schweren Schädigungen führen und auch lebensbedrohlich werden.
Eine Epilepsieform, bei der es im Vergleich zu anderen Formen überdurchschnittlich häufig eine Neigung zum Status epilepticus gibt, ist das Dravet-Syndrom.

## Merkmale
Dauert ein einzelner epileptischer Anfall im Sinne eines Grand mal länger als fünf Minuten oder eine Serie von Anfällen oder ein Anfall in Form von Absencen oder ein fokaler Anfall länger als 20 bis 30 Minuten oder wird zwischen einer Serie von Anfällen das Bewusstsein nicht vollständig wiedererlangt, so handelt es sich um einen Status epilepticus.
Bei einem Status kommt es zu einer fortschreitenden, sich vertiefenden Bewusstseinsstörung. Die Abstände zwischen den einzelnen Anfällen können sich verkürzen. Unbehandelt kann ein Status sich infolgedessen verselbstständigen und so auch tagelang anhalten.

## Ursachen
Ein Status epilepticus kann neben dem Vorliegen einer Epilepsie auch durch andere Ursachen ausgelöst werden, beispielsweise durch Infektionen, einen Entzug von Drogen oder Medikamenten bei entsprechender Abhängigkeit oder durch degenerative Veränderungen des Gehirns oder auf Grund von Reizüberflutungen wie zum Beispiel durch schnelle Computerspiele, flackerndes Licht oder Schlafentzug.

## Komplikationen
Der Status epilepticus ist potenziell lebensbedrohlich, da einerseits durch die körperliche Belastung, speziell beim Grand-Mal-Status, und andererseits durch die Beeinträchtigung der Steuerung des  zentralen Nervensystems wichtige Körperfunktionen ausfallen können, so die Steuerung von Atmung, Blutdruck und Temperatur. Darüber hinaus können die lang andauernden elektrischen Entladungen der Nervenzellen bei einem Status anders als bei einem „einfachen“ epileptischen Anfall zu massiven Schädigungen des Gehirns führen. Die Letalität des Status epilepticus beträgt durchschnittlich 10 %, variiert aber je nach Ursache und Krampfdauer deutlich.

## Behandlung
Versuche, den Betroffenen festzuhalten oder ihm etwas zwischen die Zähne zu schieben, sind zu vermeiden, da sie zu schweren Verletzungen oder einem Ersticken des Betroffenen führen können. Außer einem Absichern der Umgebung und einem möglichst genauen Beobachten des Anfallsverlaufes und seiner Dauer ist deshalb durch unerfahrene Laien keine Hilfe für den Betroffenen möglich. Diese Beobachtungen sind jedoch eine wichtige Hilfe für den behandelnden Arzt.
Beim Status epilepticus handelt es sich um einen Notfall, bei dem, unabhängig davon, ob ein Notfallmedikament zum Beispiel durch den Notfallsanitäter verabreicht wurde oder nicht, immer ein Notarzt verständigt werden sollte. Durch den Notarzt muss eine intravenöse Erstbehandlung erfolgen und eine rasche Zuweisung des Patienten in eine Klinik veranlasst werden, die erforderlichenfalls die im Folgenden beschriebene Eskalationstherapie sicherstellen kann. In der aktuellen Behandlungsleitlinie der Deutschen Gesellschaft für Neurologie wird ein dreistufiges Behandlungsschema empfohlen. Als Erstbehandlung wird die hochdosierte i.v. Gabe eines Benzodiazepins (Lorazepam, Diazepam, Clonazepam, Midazolam) empfohlen. Die beste Evidenz liegt hier für die Gabe von Lorazepam vor, welches in Metaanalysen der Gabe von Diazepam überlegen war. Über die Gabe anderer Benzodiazepine liegen bisher keine ausreichenden vergleichenden Daten bei erwachsenen Patienten vor. Kann mit dieser Behandlung der Status epilepticus nicht durchbrochen werden, wird die Gabe von Phenytoin-Infusionskonzentrat über einen separaten i.v. Zugang empfohlen. Alternativ oder wenn die Gabe von Phenytoin nicht indiziert ist, stehen i.v. Valproinsäure, Levetiracetam oder Phenobarbital zur Verfügung. Als Therapie der weiteren Wahl kommt die i.v. Gabe von Lacosamid in Betracht. Lacosamid ist wie Levetiracetam nicht zur Therapie des Status epilepticus zugelassen. Es finden sich, wie für einige der anderen Optionen auch, bisher keine prospektiven Studien zur Wirksamkeit und Verträglichkeit dieser Substanzen beim Status epilepticus. Spätestens, wenn nach adäquat dosiertem Benzodiazepin und der Gabe einer der hier genannten Substanzen der Status epilepticus nicht durchbrochen ist, muss in der Regel eine Weiterbehandlung auf der Intensivtherapiestation erfolgen. Hier ist der rasche Einsatz der anästhetischen Antikonvulsiva Thiopental, Midazolam oder Propofol empfohlen. Kann auch dadurch der Status epilepticus nicht durchbrochen werden, liegen hinsichtlich des weiteren therapeutischen Vorgehens lediglich Fallberichte oder kleine Fallserien vor. Folgende Wege können (inhaltlich ohne Abstufung) verfolgt werden: Ketamin, Inhalationsanästhetika wie Isofluran und Desfluran, Lidocain, Magnesiumsulfat i.v., Hirnstimulation, Hypothermie, und Epilepsiechirurgie.